# Giuseppe Rosaspina
Giuseppe Rosaspina, né en 1765 à Montescudo et mort à Bologne en 1832, est un graveur et dessinateur néoclassique italien des XVIIIe et XIXe siècles.

## Biographie
Giuseppe Rosaspina est né à Montescudo, un village proche de Rimini, en Italie, tout comme son frère Francesco, également artiste.
Il a été actif à Bologne et effectuait des gravures au burin d'après Le Corrège, Francesco Albani et Nicolas Poussin. Il est mort à Bologne en 1832 à l'âge de 67 ans.

## Œuvres

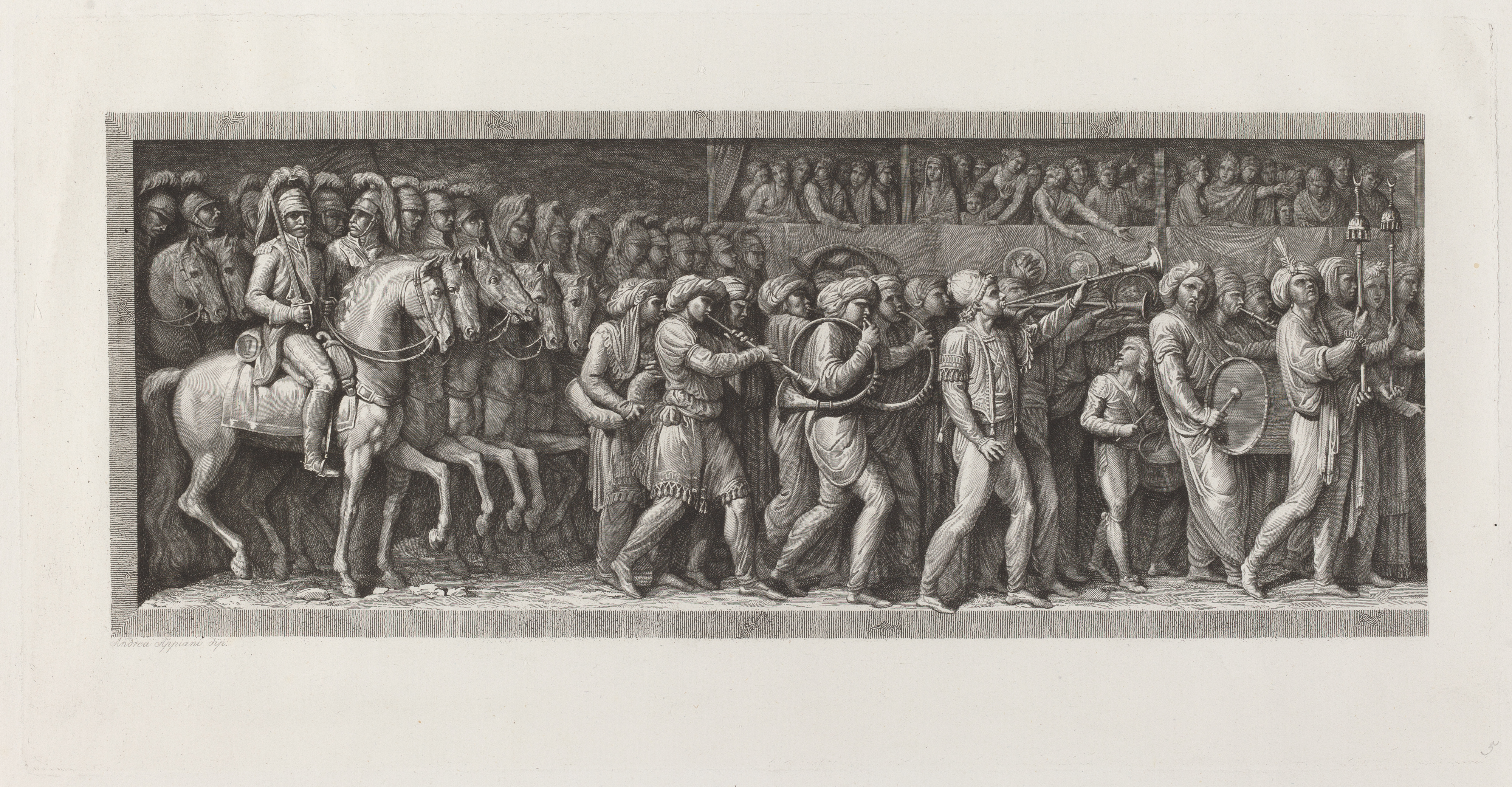
Ingresso dei francesi in Milano, 15 maggio 1796,
entre 1805 et 1816.

Liste non-exhaustive de ses gravures :
- Oreste perseguitato dalle Furie, eaux-fortes, 41,5 × 53,3 cm, date inconnue, d'après Pelagio Palagi[2] ;
- Apollo e Daphne, impression, XIXe siècle, d'après Francesco Albani, Musées d'art de Harvard[3] ;
- Combattimento e passaggio del ponte di Lodi, 10 maggio 1796, eaux-fortes, 15,5 × 59,2 cm, entre 1803 et 1807, d'après Andrea Appiani, Royal Academy[4] ;
- Ingresso dei francesi in Milano, 15 maggio 1796, eaux-fortes sur papier vergé, 22,2 × 43,6 cm, entre 1805 et 1816, d'après Andrea Appiani[5].